# Kers (fruit)

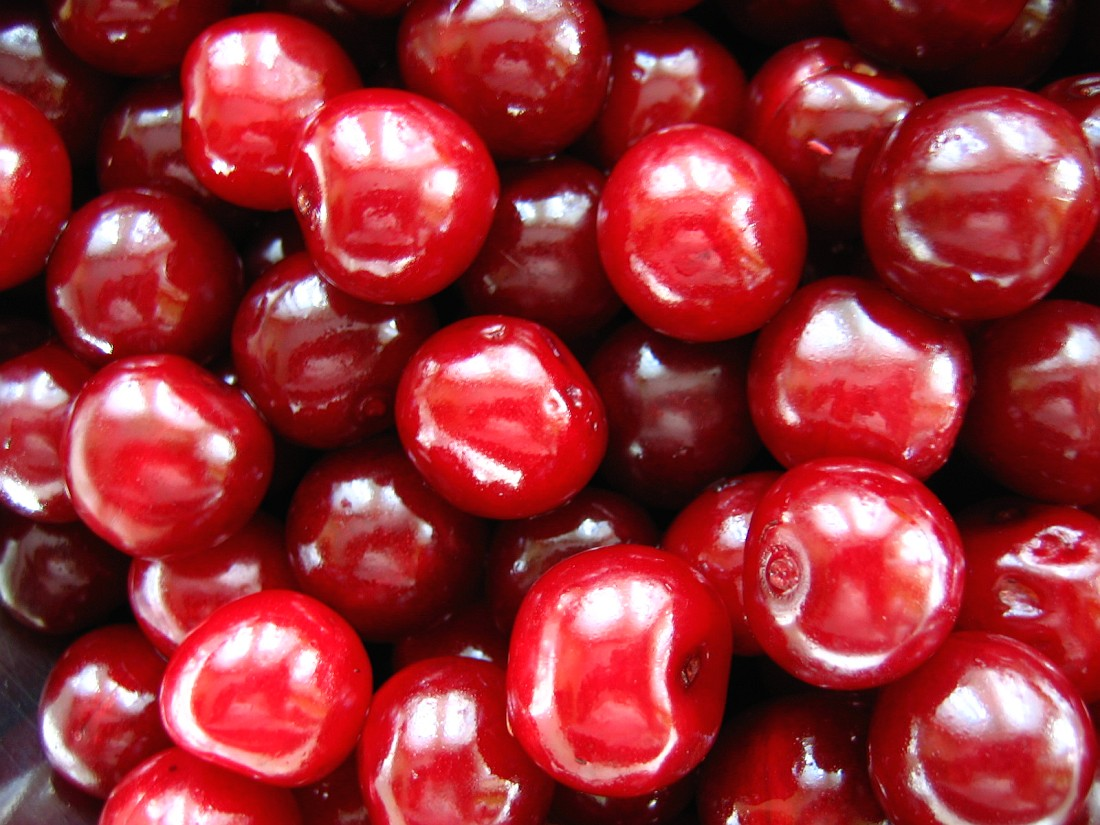
Rode kersen

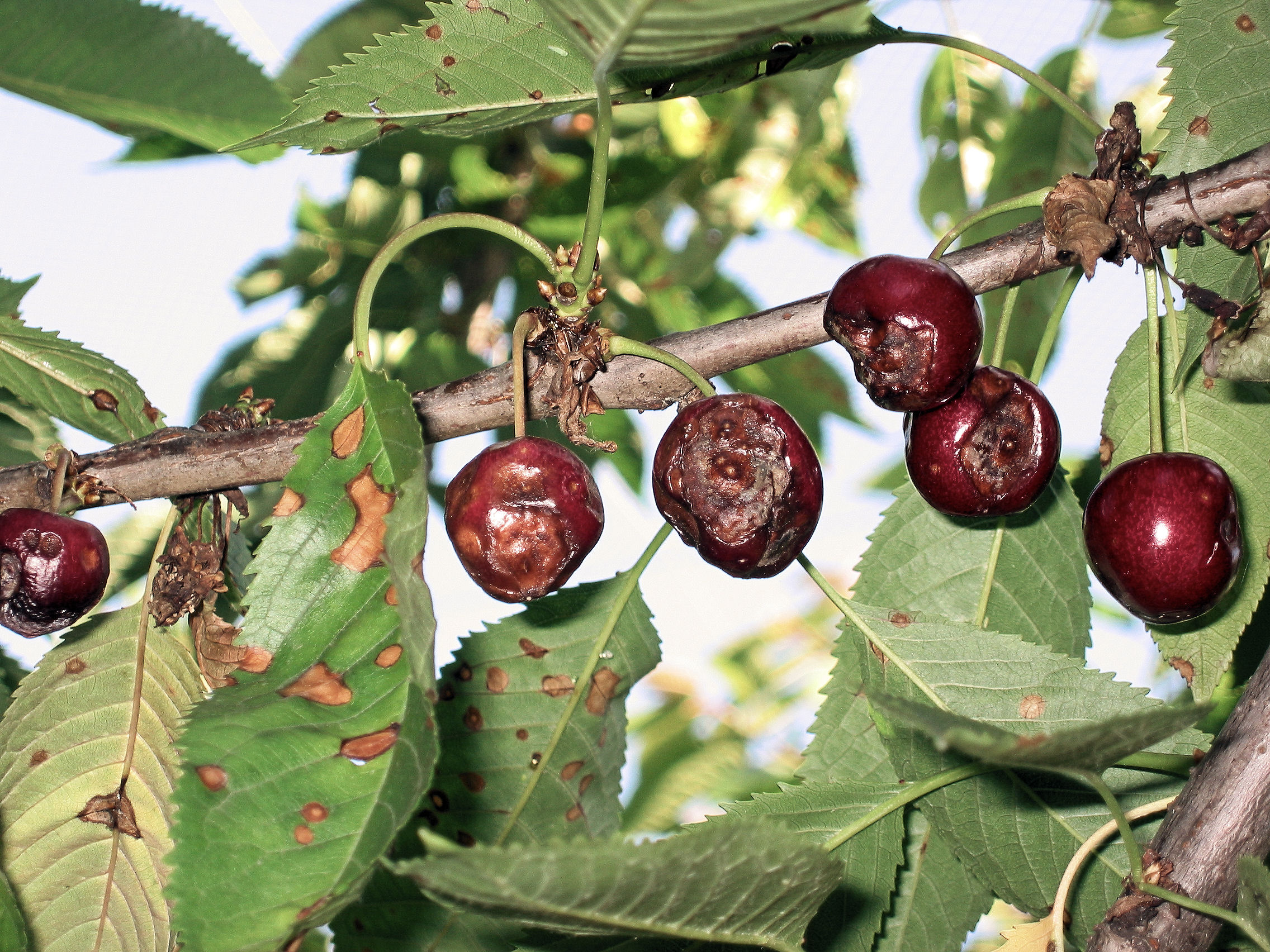
Monilia-rot op kersen

De kers is een kleine, bolvormige vrucht die meestal een pit bevat. Technisch is het een steenvrucht van het geslacht Prunus (subg. Cerasus).
De kriek is een variant, deze is een zure kers. Ook is er een witte kers: de witbuik.
Over de geschiedenis van de kers is vrijwel niets bekend. Ze zijn in het westen bekend geworden nadat ze door de Romein Lucius Licinius Lucullus meegebracht werden vanuit Kerasunta in de Pontus, Noordoost-Anatolië, rond het jaar 70 v.Chr.
Kersen worden verdeeld in twee verschillende botanische soorten, namelijk
- de zoete kers (Prunus avium) en
- de zure kers (Prunus cerasus).

In België wordt de zure kers gewoon 'kriek' genoemd, in delen van Nederland 'morel'. De zoete kers is genetisch diploïde. De zure kers is genetisch tetraploïde. De zoete kers wordt voornamelijk vers geconsumeerd en de zure kers wordt voor de industriële verwerking gebruikt. Beide soorten stammen waarschijnlijk uit Zuidoost-Europa en West-Azië. Helemaal vast staat deze herkomst zeker niet. In Limburg komt een wilde variant van de zoete kers voor, de boskriek(kers).
Vroeger werd de kers in vrij grote hoeveelheden ook in noordelijker streken geteeld, onder andere ook in Nederland in de Betuwe. Deze noordelijke teelt is na de Tweede Wereldoorlog sterk afgenomen. De zeer groot wordende bomen en de daarmee samenhangende arbeidsintensiviteit (oogstwerkzaamheden en bescherming tegen vogels) was daarvan de belangrijkste oorzaak.
Sinds de jaren 90 is de teelt echter weer in opkomst als gevolg van de komst van nieuwe grootvruchtige rassen en vooral omdat de omvang van de bomen door het gebruik van nieuwe zwakker groeiende onderstammen beter in toom kan worden gehouden. Daardoor komen de bomen eerder in productie, wordt het oogsten minder arbeidsintensief en is het eenvoudiger om vogelwerende netten aan te brengen.

## Ziekten en beschadigingen

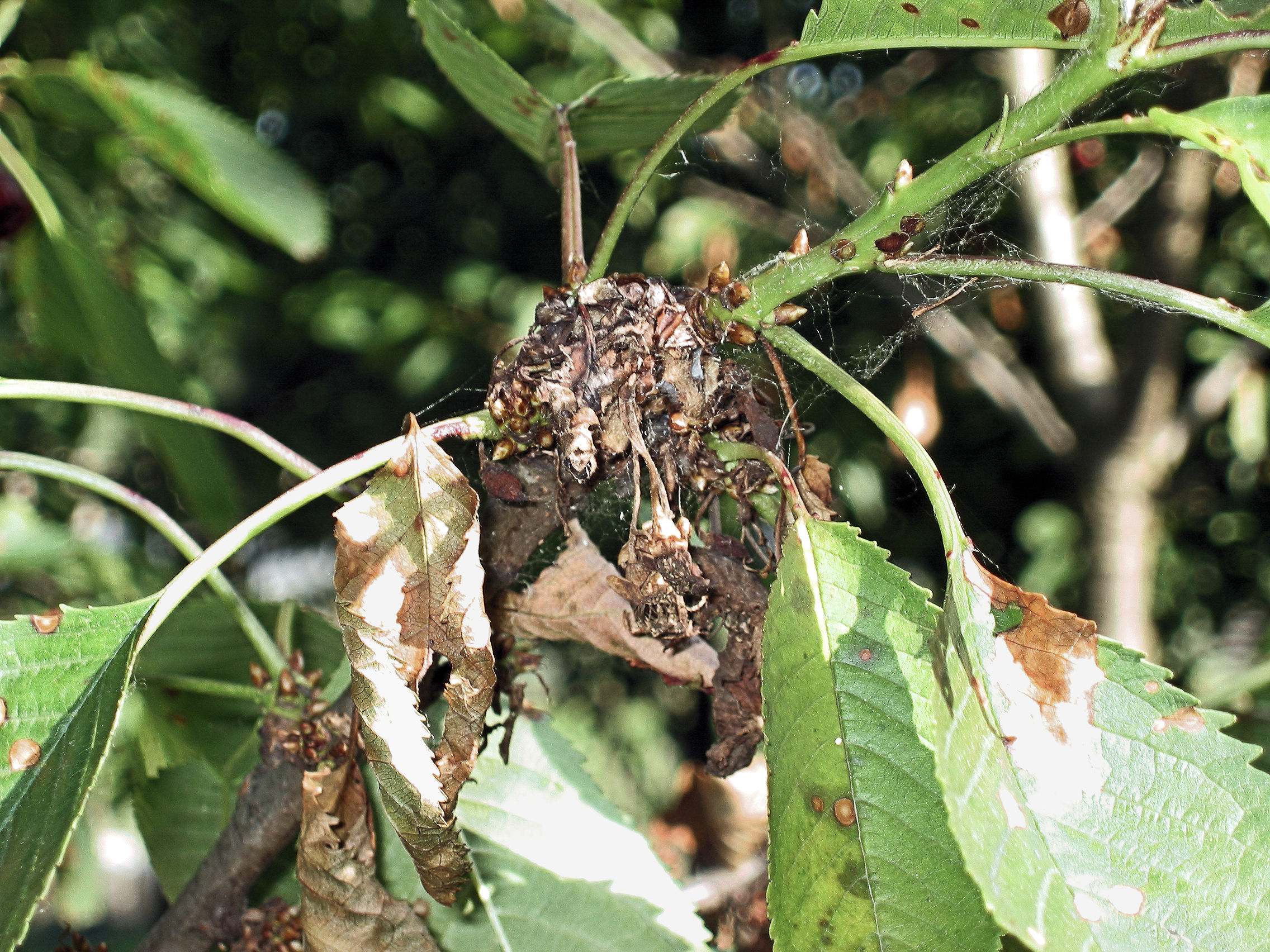
Bloesemsterfte door Monilia-rot

Bij de bomen kan veel tak- en bloesemsterfte optreden, veroorzaakt door de Moniliaschimmel. De bloesem sterft plotseling af en kan lang verdroogd aan de boom blijven hangen. Ook kan Monilia-rot optreden bij de vruchten, waarbij aan het begin van de aantasting bruine vlekken ontstaan. Op aangetaste plekken kunnen later grijze schimmelplekken te zien zijn.
De boom zelf is erg gevoelig voor gomziekte na verwonding door wind of snoeien. De vruchten kunnen onder invloed van vocht barsten en vervolgens gaan rotten. Dit vruchtrot wordt veroorzaakt door de grauwe schimmel. Daarom worden boven de moderne beplantingen ook wel plastic regenkappen boven de bomen aangebracht om de vruchten te beschermen tegen de regen.

## Productielanden
Turkije is de grootste kersenproducent ter wereld. Het land produceerde in 2013 zo’n 500.000 ton kersen. Andere belangrijke productielanden in Europa zijn Griekenland, Italië, Frankrijk, Zuid-Duitsland en België en daarbuiten Nieuw-Zeeland.
| Topproducenten van zoete kers 2018 | Topproducenten van zoete kers 2018 |
| Land                               | Productie (ton)                    |
| ---------------------------------- | ---------------------------------- |
| Turkije                            | 639.564                            |
| Verenigde Staten                   | 312.430                            |
| Oezbekistan                        | 172.035                            |
| Chili                              | 155.935                            |
| Iran                               | 137.268                            |
| Italië                             | 114.798                            |
| Spanje                             | 106.584                            |
| Roemenië                           | 90.837                             |
| Griekenland                        | 90.290                             |
| Oekraïne                           | 84.640                             |

## Vermeerdering
Kersenbomen vermenigvuldigen makkelijk via de pitten na een periode van koude stratificatie. Uit de kersenpitten van eenzelfde boom, groeien echter nakomelingen met behoorlijk verschillende eigenschappen.
Voor de instandhouding van de kenmerken van de boom worden veredelde variëteiten daarom geënt op een onderstam.
Voor kersen zijn verschillende onderstammen in gebruik. Onderstammen kunnen generatief of vegetatief worden vermeerderd. Generatief vermeerderde onderstammen kunnen een grotere variatie geven tussen de verschillende bomen.
De generatief vermeerderde onderstam Limburgse Boskriek is het bekendst. Deze geeft een sterke groeikracht aan de boom.
De volgende onderstammen worden vegetatief vermeerderd: F12/1 (zeer sterke groeikracht), Colt (tamelijk sterke groeikracht), Weiroot 13 (matige groeikracht) en GiSelA-5 (matige tot tamelijk zwakke groeikracht).
De onderstam GiSelA-5 komt uit een veredelingsprogramma van de universiteit van Giessen in Duitsland (Gießen Selektion Artkreuzing) en heeft de belangrijkste bijdrage geleverd aan de hernieuwde belangstelling voor de kersenteelt in Nederland, vanwege het feit dat de bomen op deze onderstam veel kleiner blijven, veel vroeger in productie komen en de vruchtgrootte ondanks de mindere groeikracht goed op peil blijft.
Uit het veredelingsprogramma in Giessen komen nog meer GiSelA-nummers. Er wordt ook geëxperimenteerd met de onderstammen GiSelA-6 (iets groeikrachtiger dan GiSelA-5) en GiSelA-3 (minder groeikrachtig dan GiSelA-5).

## Bestuiving
Alhoewel er enkele zoete kersenrassen bestaan welke in meer of mindere mate zelfbestuivend zijn, geldt voor de meeste rassen dat kruisbestuiving met andere ongeveer gelijktijdig bloeiende rassen noodzakelijk is voor een goede vruchtzetting.
Al heel lang is bekend dat bepaalde rassen elkaar wel kunnen bestuiven, terwijl bepaalde andere rassen elkaar niet kunnen bestuiven. Voorheen moest bij alle denkbare combinaties proefondervindelijk worden vastgesteld of de rassen qua bestuiving wel of niet combineerden. Dergelijke proeven waren niet alleen erg arbeidsintensief, maar het duurde ook vele jaren voordat betrouwbare informatie over geschikte bestuivers beschikbaar was.
De laatste jaren is wetenschappelijk onderzoek gedaan naar de genetische achtergronden van de bestuiving bij kersen. Door de bevindingen hiervan kunnen tijdrovende proeven om te achterhalen welke rassen bestuivingscombinaties kunnen vormen achterwege blijven.
De genetische achtergrond van de bestuiving blijkt te berusten op zogenaamde S-allelen. Dit zijn de genen die bepalen welke stuifmeelkorrels wel en welke stuifmeelkorrels niet tot bevruchting kunnen leiden. De S-allelen zijn genummerd vanaf S1, S2, S3, enzovoort.
Met behulp van zogenaamde PCR-techniek (Polymerase Chain Reaction) kan het DNA in beeld worden gebracht. Met behulp van deze techniek is vast te stellen welke S-allelen een ras heeft. Groot voordeel is dat dit relatief snel kan gebeuren en dat het vaststellen van de S-alellen niet beperkt is tot de bloeiperiode, maar het hele jaar door kan plaatsvinden aan de hand van bladeren, twijgen en takken.
Omdat de zoete kers diploïd is, heeft elk zoete kersenras twee verschillende S-allelen. De werking van de S-allelen zal hier worden toegelicht aan de hand van het zoete kersenras Kordia. Dit ras heeft de combinatie S3S6. Dat wil zeggen dat alle diploide cellen in de boom, inclusief het stempelweefsel waar de bloem tijdens de bloei het stuifmeel op ontvangt, van het type S3S6 is. De stuifmeelkorrels hebben het halve aantal chromosomen en zijn dus haploïd. De stuifmeelkorrels van Kordia zijn dus voor 50% van het type S3 en voor 50% van het type S6.
Zodra een S3 stuifmeelkorrel belandt op een stempel van het type S3S6, zal dit niet leiden tot bevruchting omdat het type S3 ook in het stempelweefsel voorkomt. Ook een S6 stuifmeelkorrel zal derhalve niet leiden tot bevruchting. Alle stuifmeelkorrels van Kordia zijn derhalve ongeschikt om te leiden tot zelfbevruchting. Er moet dus een stuifmeelkorrel van een ander type dan S3 of S6 op de stempel terechtkomen om te kunnen leiden tot bevruchting en daarna vruchtzetting.
Van een kersenras met bijvoorbeeld het type S1S2 zijn derhalve alle stuifmeelkorrels geschikt om de Kordia te bevruchten.
Van een kersenras met bijvoorbeeld het type S1S3 zijn 50% van de stuifmeelkorrels geschikt om Kordia te bevruchten. In de praktijk is dit overigens voldoende om een goede vruchtzetting te verkrijgen.
Naast verschil in de S-allelen is het ook van groot belang dat de bloeiperioden van de te bestuiven rassen elkaar voldoende overlappen.
Conclusie:
- De beste bestuivingsresultaten worden verkregen door rassen met twee verschillende S-allelen en volledig overlappende bloeiperioden;
- Rassen met overlappende bloeiperioden waarvan een van de S-allelen verschilt, zijn ook nog geschikt voor de bestuiving.

## Rassen

### Zoete kersenrassen
Er bestaan zeer veel zoete kersenrassen. Omdat diverse instellingen in verschillende landen gericht werken aan de ontwikkeling van nieuwe rassen, komen er nog steeds nieuwe rassen met verbeterde eigenschappen bij.
De rassen kunnen worden onderverdeeld naar rijptijd. De rijptijd tussen de rassen varieert en wordt wel aangegeven met kersenweken. De allervroegste rassen rijpen in de eerste kersenweek. De eerste kersenweek begint in Nederland rond 1 juni. Voor de eerste kersenweek zijn echter nog steeds geen goede commercieel bruikbare rassen beschikbaar, zodat het kersenseizoen feitelijk pas begint bij de tweede kersenweek.
Ook kan onderscheid worden gemaakt naar de kleur van de vruchten. De kleur kan variëren van zuiver geel tot zwartrood, met alle denkbare schakeringen daartussen. Rassen met gele tot roodgele vruchten zijn vrijwel van het toneel verdwenen omdat deze er optisch minder aantrekkelijk uitzien en daardoor niet worden gevraagd. Daarom vinden we in de commerciële teelt alleen rassen met rode tot zwartrode vruchten.
Het rassenassortiment heeft de laatste jaren grote wijzigingen ondergaan als gevolg van de komst van nieuwe grootvruchtige rassen met sterk verbeterde eigenschappen ten opzichte van de oudere rassen. Enkele goede moderne zoete kersenrassen voor de teelt in Nederland zijn:
- Burlat (ofwel Bigarreau Burlat): Rijpt vroeg (2de/3de kersenweek). Tamelijk grote donkerrode vruchten met tamelijk zacht vruchtvlees. Goede smaak. Springt gemakkelijk na regen. Bloeitijd vroeg tot middenvroeg, S-allelen: S3S9.
- Merchant: Rijpt tamelijk vroeg (3de/4de kersenweek). Tamelijk grote tot grote donker gekleurde kersen. Zeer productief; neigt soms tot overproductie waarbij de vruchtgrootte dan achterblijft. Goede smaak. Bloeitijd vroeg tot middenvroeg, S-allelen: S4S9.
- Sumgita (merknaam Canada Giant): Rijpt middentijds (4de kersenweek). Zeer grote hartvormige rode kersen met een mooie glans aan een lange vruchtsteel. Bloeitijd middenlaat, S-allelen: S1S2.
- Vanda: Rijpt middentijds (4de kersenweek). Grote enigszins gevlekte helder- tot donkerrode vruchten. Zeer goede smaak. Bloeitijd vroeg tot middenvroeg, S-allelen: S1S6.
- Techlovan: Rijpt middentijds (4de/5de kersenweek). Zeer grote donkerrode vruchten. Zeer goede smaak. Bloeitijd middentijds, S-allelen: S3S6.
- Oktavia: Rijpt middentijds tot tamelijk laat (6e kersenweek). Tamelijk grote tot grote mooie glanzende donkere vruchten. Zeer goede smaak. Tamelijk gevoelig voor barsten. Bloeitijd middenlaat, S-allelen S1S3.
- Kordia (merknaam Attika): Rijpt tamelijk laat (6de/7de kersenweek). Grote hartvormige diep donkerrode vruchten met een goede bewaarbaarheid, 2 tot 3 weken in een koelcel of 6 tot 8 weken onder CA-bewaring, en een zeer goede aromatische smaak. Bloeitijd middenlaat, S-allelen: S3S6. Een van de beste rassen van dit moment.
- Karina: Rijpt laat (7de kersenweek). Zeer productief ras met grote roodbruine vruchten met tamelijk lange vruchtsteel. Bloeitijd middenlaat, S-allelen: S3S4. Goede bestuiver voor Regina.
- Regina: Rijpt zeer laat (8ste kersenweek). Grote tot zeer grote diep donkerrode vruchten met lange vruchtsteel. Goede smaak. Stelt hoge eisen aan een goede bestuiving en kan dan zeer productief zijn. Bloeitijd laat, S-allelen: S1S3. Een van de beste rassen van dit moment.

Door de komst van deze nieuwe rassen verdwijnen veel oude rassen langzaam van het toneel. Voorbeelden van dergelijke oude rassen zijn:
- Fruheste der Mark: Rijpt zeer vroeg (1ste kersenweek). Helaas hebben de kleine vruchten geen kwaliteit. Bloeitijd vroeg, S-allelen: S2S3.
- Asdonkse: Rijpt zeer vroeg tot vroeg (2de kersenweek). Matig grote kers met slechte houdbaarheid en slechte vervoerbaarheid. Smaakt alleen goed indien niet overrijp. Bloeitijd vroeg, S-allelen: onbekend.
- Early Rivers (ofwel Vroege Duitse, ofwel Lindekers): Rijpt vroeg (2de/3de kersenweek). Matig grote donkerbruin-rode kersen met zacht vruchtvlees. Goede smaak. Weinig gevoelig voor barsten. Bloeitijd vroeg tot middenvroeg, S-allelen: S1S2.
- Frühe Rote Meckenheimer: Rijpt vroeg. Tamelijk grote donkere glanzende vruchten met lange vruchtsteel. Tamelijk tot zeer barstgevoelig. Redelijke smaak. Bloeitijd vroeg, S-allelen: S1S4.

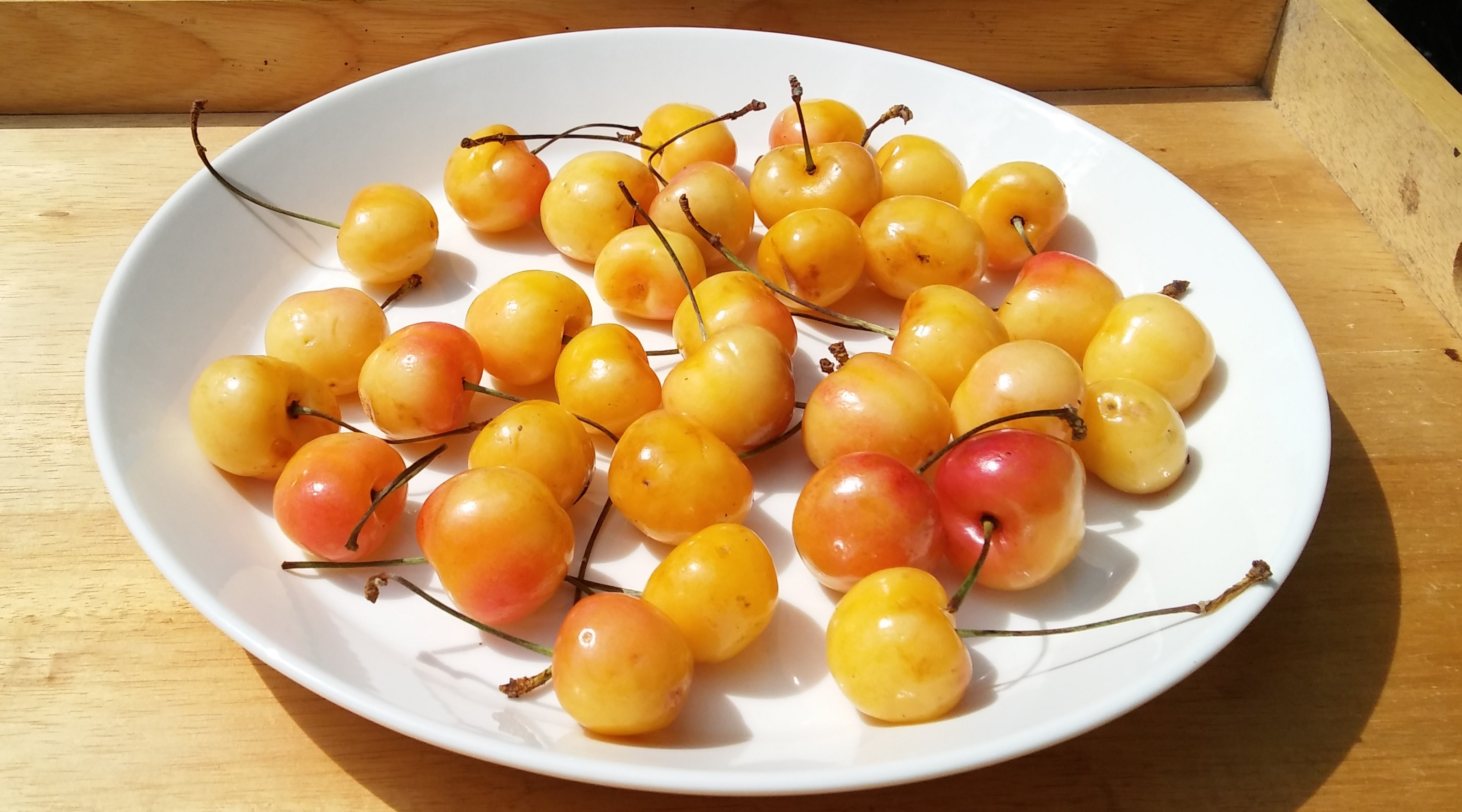
Bigarreau Napoleon kersen (Rouaan, spekkersen) uit de Betuwe.

- Mierlose Zwarte (ofwel Udense Zwarte): Rijpt middentijds tot tamelijk laat. Vrij kleine enigszins hartvormige zwartrode vruchten. Zacht vruchtvlees met een matige smaak. Bloeitijd middenvroeg, S-allelen onbekend.
- Varikse Zwarte: Rijpt middentijds tot tamelijk laat. Geeft zeer donkerrode vruchten die snel springen bij regen. Bloeitijd vroeg, S-allelen onbekend.
- Bigarreau Napoleon (ofwel Rouaan): Rijpt tamelijk laat (5-de/6-de kersenweek). Grote bont gekleurde geel-rode (soms bijna rode) kersen. Stevig vruchtvlees met goede smaak indien volledig rijp. Springt gemakkelijk bij regen. Bloeitijd middentijds, S-allelen: S3S4.
- Inspecteur Löhnis: Rijpt tamelijk laat. Donkere kers. Bloeitijd laat, S-allelen onbekend.
- Wijnkers: Rijpt tamelijk laat. Glanzende donkerrood-bruine kersen. Bloeitijd laat, S-allelen onbekend.
- Hedelfinger Riesenkirsche: Rijpt laat. Grote roodbruine vruchten. Bloeitijd middenlaat, S-allelen: S3S5.
- Udense Spaanse: Rijpt zeer laat. Gele kers met weinig tot veel rood. Matige tot redelijke smaak. Bloeitijd middentijds, S-allelen onbekend.
- Ridderoordtsche (ofwel Bigarreau Tardif): Extreem laat rijpend ras, later dan welk ander ras dan ook. De kersen zitten aan zeer lange vruchtstelen. Door een zurige bijsmaak valt de kwaliteit tegen. S-allelen onbekend.

### Soortkruising zoete en zure kers
- Meikers (Engels: May Duke): Ontstaan uit een soortkruising tussen zoete kers en zure kers. De term "mei" moet niet in de huidige betekenis begrepen worden: in het middelnederlands betekende meye ook voorjaar.[3] De Meikers geeft niet al te grote zachte kersen met een helderrode tot donkerrode kleur. Doordat het hier een kruising tussen de zoete en de zure kers betreft, is de smaak iets zuur, doch lang niet zo zuur als bij zure kersen. Er zijn altijd liefhebbers geweest die de specifieke smaak van de Meikers erg waarderen. Door de zachte vruchten zijn ze slecht vervoerbaar en slecht bewaarbaar. De bomen hebben een kenmerkende steil opgaande groeiwijze met dunne gesteltakken. De boom bloeit overdadig en is gedeeltelijk zelfbestuivend. De vruchtdracht verbetert bij kruisbestuiving. De bomen zijn desalniettemin onregelmatig productief. In een aanplant met meikersen komt het daarnaast regelmatig voor dat bepaalde bomen of bepaalde takken binnen een boom later rijpen dan de rest. Dit worden zogenaamde "volgers" genoemd. De onregelmatige rijping veroorzaakt veel pluk- en sorteerwerk. Hierdoor en door de slechte vervoerbaarheid en bewaarbaarheid, wordt de Meikers in nieuwe beplantingen niet meer aangeplant. De Meikers is in oudere boomgaarden echter nog steeds van lokale betekenis en ook voor particuliere tuinen kan een Meikers interessant zijn. In een particuliere tuin wegen de genoemde nadelen immers minder zwaar en indien er maar ruimte is voor één boom, is het een voordeel dat de Meikers redelijk zelfbestuivend is.

In het ras Meikers komen afwijkende takken of bomen voor. De bovenste takken van sommige bomen kunnen soms "volgers"zijn, dit zijn meikersen die vaak wel ongeveer twee weken later rijp zijn. Ze zijn anders van vorm en wat zuurder. De Moortjes zijn gehele bomen, die wat eerder rijp zijn en wat kleiner zijn.

### Zure kersenrassen
De twee bekendste zure kersenrassen voor de teelt in Nederland zijn:
- Kelleriis nr. 16 (ofwel Morellenfeuer): Pluktijd vroeg. Draagt onregelmatig, in draagjaren goed. Draagt wel regelmatiger dan Morel. Zelfbestuivend. Geeft iets kleinere vruchten dan Morel. Zure smaak. Voornamelijk geschikt voor verwerking.
- Morel (ofwel Schattenmorelle of Noordkriek) is de bekendste zure kers met de pluktijd na Kelleriis nr. 16. Draagt onregelmatig, in draagjaren goed. Zelfbestuivend. Geeft helderrode tot donkerrode zachte kersen met een zure smaak. Voornamelijk geschikt voor verwerking.

## Medische eigenschappen
Kersen bevatten anthocyaan, dit is het rode pigment in de bessen. Het is aangetoond dat de anthocyanen in kersen pijn en ontsteking vermindert bij ratten. Anthocyanen zijn ook krachtige antioxidanten waarvan actief onderzoek plaatsvindt naar voordelen voor de volksgezondheid.
Kersen zijn een natuurlijke bron van melatonine, dat het slaapritme reguleert.
Kersenpitten worden ook gebruikt voor pittenzakken.